# Salzburg (austrijska savezna zemlja)
 Ovo je glavno značenje pojma Salzburg (austrijska savezna zemlja). Za istoimeni grad pogledajte Salzburg.
Salzburg (bavarski: Soizburg) je austrijska savezna zemlja. Površina države je 7,154 km² a u njoj živi 529,085 stanovnika. Glavni i najveći grad je Salzburg.

## Administrativna podjela
Savezna država Salzburg, je administrativno podijeljena na 5 kotara i na 1 grad s autonomnom upravom.

### Statutarni grad
- Salzburg

### Kotari
- Kotar Salzburg-Okolica
- Kotar Hallein
- Kotar St. Johann
- Kotar Tamsweg
- Kotar Zell am See

## Položaj
Savezna zemlja Salzburg leži na rijeci Salzach, susjedene su su joj austrijske savezne zemlje Tirol, Koruška, Gornja Austrija, Štajerska, te njemačka savezna zemlja Bavarska. Proteže se od središnjih Alpi prema sjeveru. Najviši vrh je visok 3.000 metara.

## Povijest
Zemlja Salzburg neovisnost od Bavarske dobila je u 14. stoljeću.

## Politika
Na posljednjim izborima u ožujku 2008. godine.
- SPÖ: 15 mandata (-2)
- ÖVP: 14 mandata
- FPÖ: 5 mandata (+2)
- Zeleni: 2 mandata

## Jezik
Austrijsko-njemački jezik je lokalni jezik koji se pretežno govori u gradu. Austrijsko-bavarski jezik također je jezik ali on se govori pretežno na selu i u malim mjestima.

## Gradovi
- Salzburg
- Hallein
- Saalfelden am Steinernen Meer
- Seekirchen am Wallersee
- Sankt Johann im Pongau
- Bischofshofen
- Zell am See
- Neumarkt am Wallersee
- Oberndorf bei Salzburg
- Mittersill
- Radstadt

## Vanjske poveznice
- Salzburger Landesregierung
- Imagehomepage Salzburgs